# Сергеј Корољов
Сергеј Павлович Корољов (рус. Сергей Павлович Королёв; укр. Сергій Павлович Корольов; Житомир, 12. јануар 1907 — Москва, 14. јануар 1966) је био совјетски ракетни стручњак и шеф совјетског свемирског програма у доба свемирске трке са Сједињеним Америчким Државама на крају 1950их и на почетку 1960их.
Двоструки херој социјалистичког рада, лауреат Лењинове награде и члан Академије наука Совјетског Савеза. По њему носи име град Корољов.

## Биографија
Рођен је 12. јануара 1907. године у Житомиру. Његов отац Павел, је био Рус, а мајка Марија Украјинка. Родитељи су му се развели када је имао свега три године. Он је тада наставио да живи са мајком, која се преудала. Пошто је његов очух Григориј био електроинжењер, то је имало утицаја на Сергеја да заволи науку.
За време школовања је заволео математику, а посебно се интересовао за авијацију. После завршетка грађевинске школе, уписао се на Политехнички институт у Кијеву. За време школовања, радио је многе послове и становао је код ујака Јурија. Студије је наставио у Москви на Вишој техничкој школи, где му је ментор био Андреј Тупољев, каснији пионир ваздухопловног дизајна Совјетског Савеза. После дипломирања запослио се у дизајнерском уреду „ОПО-4“, где је почео самостално радити на конструкцији летелица.
Године 1938. за време Стаљинове Велике чистке, тројица његових сарадника су га пријавили НКВД-у да је намерно успоравао истраживачки рад, због чега је осуђен на десетогодишњи затвор. Најпре се налазио у злогласном гулагу „Колима“ у Сибиру, где је провео пет месеци, а потом је био пребачен у затвор у Москви, где су се већином налазили интелектуалци. Пошто се у истом затвору налазио и Андреј Тупољев, наставили су рад на дизајнирању авиона. Учествовао је у изради бомбардера „Тупољева Ту-2“ и „Петљакова Пе-2“.
Године 1942. премештен је у други затвор, где је заједно са Валентином Глушком, радио на ракетним моторима. Коначно је ослобођен из затвора 27. јуна 1944. године, заједно са другим научницима, међу којима су били Тупољев, Глушко и други. Потпуну рехабилитацију доживео је тек 1957. године.

### Развој ракета
1945. године  је добио чин пуковника Црвене армије. Током 1945. и 1946. године се налазио у Немачкој, где су совјетски научници проучавали технологију ракете „В-2“. Пошто је Стаљин одлучио да развој балистичких ракета буде државни приоритет, 13. маја 1946. године основан је у предграђу Москве Институт „НИИ-88“, који је постао база будућег свемирског програма. Директор овог института био је Дмитриј Устинов, а Корољев је био главни дизајнер далекометних пројектила.
После дугогодишњег настојања, 1957. године, успео је да му се одобри пројекат „вештачког сателита“. Програм „Спутњик“ развијен је свега у месец дана, јер је Корољов већ имао готову ракету Р-7 Семјорка, којом би мали вештачки сателит у облику кугле лансирао у земљину орбиту. „Спутњик 1“ лансиран је 4. октобра 1957. године са космодрома Бајконур, што се узима као почетак свемирске трке. Већ 3. новембра исте године лансиран је и „Спутњик 2“, који је у свемир понео и прво живо биће - пса Лајку. После лансирања „Спутњика 3“, следеће године, Корољев се окренуо пројекту лета на Месец. Пројекат „Луна“ је лансирао неколико летелица на Месец, од којих је „Луна 3“ успео да сними фотографије тамне стране Земљиног сателита. Сви ови успеси совјетског свемирског програма причињавали су велико задовољство тадашњем лидеру Совјетског Савеза — Никити Хрушчову.
Следећи велики успех Корољова и његових сарадника било је лансирање првог човека у свемир. Након одобрења Владе, модификована ракета Р-7 (под именом „Восток 1“) је 12. априла 1961. године понела Јурија Гагарина у земљину орбиту. Гагарин се вратио на Земљу падобраном након што је искочио из капсуле на висини од 7 километара. Следили су други летови из програма „Восток“, а 1963. године је у свемир полетела и прва жена - Валентина Терјешкова.
Због одлуке Политбироа Централног комитета Комунистичке партије Совјетског Савеза да се идентитет управника свемирског програма чува као државна тајна, Сергеј Корољов је дуги низ година остао непознат широј јавности. Астронаути и други сарадници су га познавали као „СП“ (Сергеј Павлович) или као главног дизајнера.
Умро је после краће и тешке болести, 14. јануара 1966. године у Москви. Иако је у време смрти, био потпуно непознат широј јавности, сахрањен је уз највеће државне почасти - као херој Совјетског Савеза у Кремаљској некрополи.

## Породичне прилике
У периоду од 1930. до 1948. године био је у браку са Ксенијом Винцентими, с којом је имао ћерку Наташу. Године 1949. се оженио Нином Контенковом, са којом је живео до своје смрти.

## Одликовања
Сергеј Корољов је два пута добио почасно звање хероја социјалистичког рада — 20. априла 1956. и 17. јуна 1961. године. Поред тога одликован је и са три Ордена Лењина, Орденом части и више других медаља. Године 1957. је био добитник Лењинове награде, а 1958. је постао члан Академије наука Совјетског Савеза.
Био је почасни грађанин науко-града Калињинграда, основаног 1938. године у којем се налазио центар совјетске науке. У част Сергеја Корољова овај град је 1996. године преименован у Корољов.